# Enrique Gutiérrez Ríos
Enrique Gutiérrez Ríos (Madrid, 12 de diciembre de 1915-Madrid, 8 de agosto de 1990) fue un químico español, catedrático de las universidades de Madrid y Granada y presidente del Consejo Superior de Investigaciones Científicas entre 1973 y 1974.

## Biografía
Licenciado en Farmacia y doctor en Ciencias Químicas, ocupó las cátedras de Química Inorgánica de las universidades de Granada y Madrid, llegando a ser rector de esta última entre 1964 y 1967.
Fue miembro del Consejo de Estado de España, del Consejo del Reino, presidente del: CSIC entre (1973-1974), del Consejo Nacional de Educación, de la Comisión Asesora de Investigación Científica y Técnica, de la Real Sociedad Española de Física y Química. Así mismo, fue consejero de número del CSIC, vocal de la Comisión Española de Investigación Espacial, director del Instituto de Química Inorgánica "Elhuyar" del CSIC, director del Departamento de Química Inorgánica de la Universidad Complutense de Madrid.
Era miembro del Opus Dei desde 1954. Estaba casado y era padre de seis hijos.

## Obras
El profesor Gutiérrez Ríos publicó más de ciento cincuenta trabajos de investigación en revistas nacionales y extranjeras, sobre cuestiones relativas a la Química inorgánica, especialmente en su aspecto estructural. Publicó los siguientes libros:
- Bentonitas Españolas (1948).
- José María Albareda. Una época de la cultura española (1970).
- La ciencia en la vida del hombre (1974).
- Química inorgánica (1978).
- Ha editado y prologado Vida de la inteligencia de José María Albareda (1971).

## Premios
Recibió los premios Francisco Franco de Ciencias (1966) y José María Albareda (1970), así como la gran cruz de la Orden Civil de Alfonso X el Sabio (1964). Después de 1975, fue doctor «honoris causa» por la Universidad de Granada; miembro de la Real Academia de Farmacia y de la Real Academia de Ciencias Exactas, Físicas y Naturales, medalla de oro de la III Reunión Internacional sobre Reactividad de los Sólidos (1956), primer premio del Patronato Juan de la Cierva (1948), primer premio de Ciencias (1967).
| Predecesor: José Luis Villar Palasí   | Presidente del Consejo Superior de Investigaciones Científicas 1973 - 1974  | Sucesor: Eduardo Primo Yúfera         |
| Predecesor: -                         | Real Academia de Ciencias Exactas, Físicas y Naturales Medalla 42 1985-1990 | Sucesor: Miguel Ángel Alario y Franco |
| Predecesor: Armando Durán Miranda     | Presidente de la Real Sociedad Española de Física y Química 1966-1970       | Sucesor: José Aguilar Peris           |
| Predecesor: Segismundo Royo-Villanova | Rector de la Universidad Complutense de Madrid 1964-1967                    | Sucesor: Isidoro Martín Martínez      |